# Rautaruukki
Rautaruukki este o companie producătoare de profile metalice din Finlanda, înființată în anul 1960.
Compania derulează operațiuni în 26 de țări și folosește pentru promovare numele Ruukki.
Număr de angajați în 2009: 14.300
Cifra de afaceri în 2007:  3,9 miliarde Euro

## Rautaruukki în România
Compania a intrat pe piața din România în anul 2001, ca importator de învelitori metalice.
Activitatea subsidiarei românești este structurată în trei divizii, respectiv Ruukki Metals (furnizor de tablă, oțeluri speciale și piese pentru utilaje), Ruukki Construction (activități de proiectare și consultanță de profil, management al proiectelor, marketing, administrație) și Ruukki Production (producția de profile, panouri și structuri metalice, realizate la fabrica din județul Giurgiu).
Capacitatea anuală de producție este de 1,8 milioane de metri pătrați de panouri termoizolante, 12.000 de tone de structuri metalice și 1,2 milioane de metri liniari de profile.
Cifra de afaceri în 2010: 37,3 milioane euro